# Chthonius petrochilosi
Espèce
Chthonius petrochilosi est une espèce de pseudoscorpions de la famille des Chthoniidae.

## Distribution
Cette espèce est endémique d'Attique en Grèce,. Elle se rencontre dans une grotte à Kératéa.

## Publication originale
- Heurtault, 1972 : Chthonius (C.) petrochilosi (Arachnide, pseudoscorpion, Chthoniidae), nouvelle espèce cavernicole de Grèce. Biologia Gallo-Hellenica, vol. 4, no 1, p. 19-25.